# Нимфоны
Нимфоны (лат. Nymphonidae) — семейство морских пауков. Встречается во всех океанах. Семейство включает около 250 видов, большинство из которых относятся к роду Nymphon. Длина тела от 1 до 15 мм, размах конечностей до 150 мм. Питаются в основном полипами, собирая их своими хелицерами.

## Таксономия
Семейство содержит 7 родов:
- Boreonymphon Sars, 1888 (4 вида)
- Bradypallene Kim & Hong, 1987 (1 вид)
- Heteronymphon Gordon, 1932 (8 видов)
- Neonymphon Stock, 1955 (1 вид)
- Nymphon Fabricius, 1794 (> 250 видов)
- Pentanymphon Hodgson, 1904 (2 вида)
- Sexanymphon Hedgpeth & Fry, 1964 (1 вид)

### Отдельные виды
- Nymphon gracile Leach, 1814
- Nymphon brevirostre Hodge, 1863
- Nymphon hirtum Kroyer, 1844